# Goserelin
Goserelin, được bán dưới tên Zoladex cùng với các loại khác, là một loại thuốc dùng để ức chế sản xuất hormone giới tính (testosterone và estrogen), đặc biệt trong điều trị ung thư vú và tuyến tiền liệt. Nó là một chất chủ vận hormone giải phóng gonadotropin tiêm (chất chủ vận GnRH).
Về mặt cấu trúc, nó là một decapeptide. Đó là decapeptide GnRH tự nhiên với hai chất thay thế để ức chế sự thoái hóa nhanh.
Goserelin kích thích sản xuất hormone giới tính testosterone và estrogen theo cách không xung (không sinh lý). Điều này gây ra sự gián đoạn của các hệ thống phản hồi nội tiết tố nội sinh, dẫn đến sự điều hòa giảm sản xuất testosterone và estrogen.
Nó đã được cấp bằng sáng chế vào năm 1976 và được chấp thuận cho sử dụng y tế vào năm 1987.

## Sử dụng trong y tế

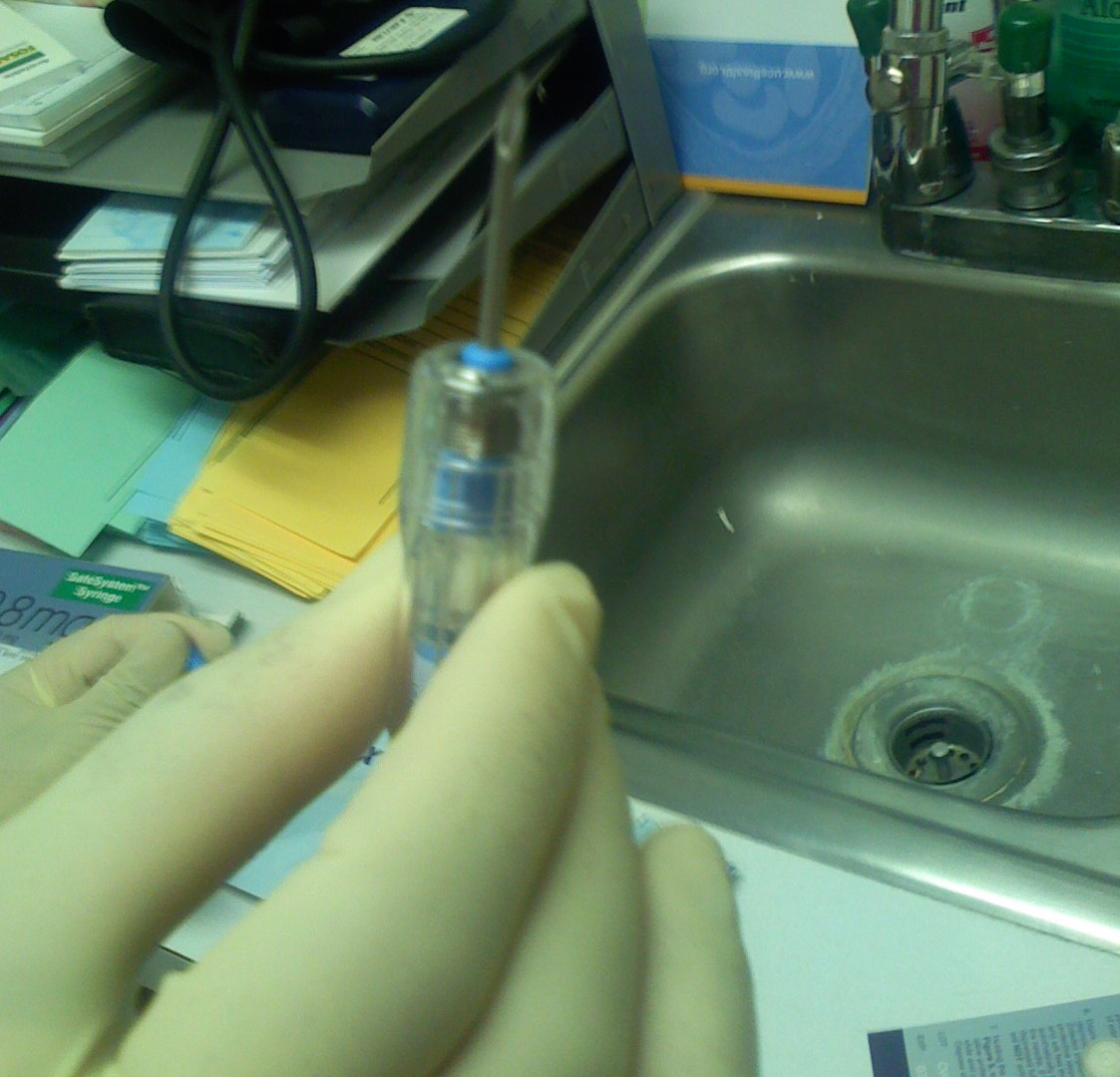
Ống tiêm cấy ghép 10,8mg

Goserelin được sử dụng để điều trị ung thư vú nhạy cảm với hormone (ở phụ nữ tiền mãn kinh và mãn kinh) và tuyến tiền liệt, và một số rối loạn phụ khoa lành tính (lạc nội mạc tử cung, u xơ tử cung và mỏng nội mạc tử cung). Ngoài ra, goserelin được sử dụng trong hỗ trợ sinh sản và trong điều trị dậy thì sớm. Nó cũng có thể được sử dụng trong điều trị cho người chuyển giới từ nam sang nữ  và được ưa chuộng hơn các thuốc chống androgen khác ở một số quốc gia, như Vương quốc Anh. Nó có sẵn như là một kho hàng 1 tháng và một kho 3 tháng hoạt động lâu dài.
Goserelin được quản lý bằng cách tiêm dưới da dưới dạng cấy ghép cứ sau 28 ngày trong suốt thời gian điều trị.

## Tác dụng phụ
Goserelin có thể gây ra sự gia tăng tạm thời của đau xương và các triệu chứng của ung thư tuyến tiền liệt trong vài tuần đầu điều trị. Điều này được gọi là hiệu ứng bùng phát khối u, và là kết quả của sự gia tăng ban đầu trong việc sản xuất hormone luteinizing, trước khi các thụ thể được giải mẫn cảm và sản xuất hormone bị ức chế. Các triệu chứng sẽ biến mất, với sự ức chế nội tiết tố. Do đó, nên điều trị đồng thời với một loại thuốc chống ung thư trong 2 tuần đầu điều trị bằng goserelin, đặc biệt ở những bệnh nhân có triệu chứng xương trước đó.
Goserelin có thể gây đau xương, bốc hỏa, nhức đầu, đau dạ dày, trầm cảm, khó tiểu (trường hợp bị cô lập), tăng cân, sưng và đau vú (không thường xuyên), giảm cương cứng và giảm ham muốn tình dục. Đau xương có thể được kiểm soát theo triệu chứng, và rối loạn chức năng cương dương có thể được điều trị bằng vardenafil (Levitra) hoặc các liệu pháp uống tương tự khác, mặc dù chúng sẽ không điều trị giảm ham muốn tình dục. Tỷ lệ gynecomastia với goserelin đã được tìm thấy nằm trong khoảng từ 1 đến 5%.
Suy giảm trí nhớ ngắn hạn cũng đã được báo cáo ở phụ nữ và trong một số trường hợp có thể nghiêm trọng, nhưng tác dụng này sẽ biến mất dần sau khi ngừng điều trị.

## Dược lý
Goserelin là một chất tương tự tổng hợp của một loại hormone giải phóng gonadotropin tự nhiên (GnRH). Sinh khả dụng gần như hoàn thành bằng cách tiêm. Goserelin liên kết với protein kém và có thời gian bán hủy trong huyết thanh từ hai đến bốn giờ ở bệnh nhân có chức năng thận bình thường. Thời gian bán hủy tăng với bệnh nhân suy chức năng thận. Không có thay đổi đáng kể về dược động học ở những đối tượng bị suy gan. Sau khi dùng, nồng độ đỉnh trong huyết thanh đạt được trong khoảng hai giờ. Nó nhanh chóng liên kết với các tế bào thụ thể GnRH trong tuyến yên do đó dẫn đến sự gia tăng ban đầu trong việc sản xuất hormone luteinizing và do đó dẫn đến sự gia tăng ban đầu trong việc sản xuất hormone giới tính tương ứng. Ngọn lửa ban đầu này có thể được điều trị bằng cách kê đơn / đồng quản trị một chất đối kháng thụ thể androgen như bicalutamide (Casodex). Cuối cùng, sau khoảng thời gian khoảng 14 ngày21, việc sản xuất LH bị giảm đi rất nhiều do sự điều hòa thụ thể và các hoóc môn giới tính thường giảm xuống mức độ thiến.

## Hóa học
Goserelin là một chất tương tự GnRH và decapeptide. Nó được cung cấp dưới dạng muối axetat.

## Xã hội và văn hoá

### Tên gốc
Goserelin là tên gốc của thuốc và INN, USAN và BAN.